# Industria petrolifera

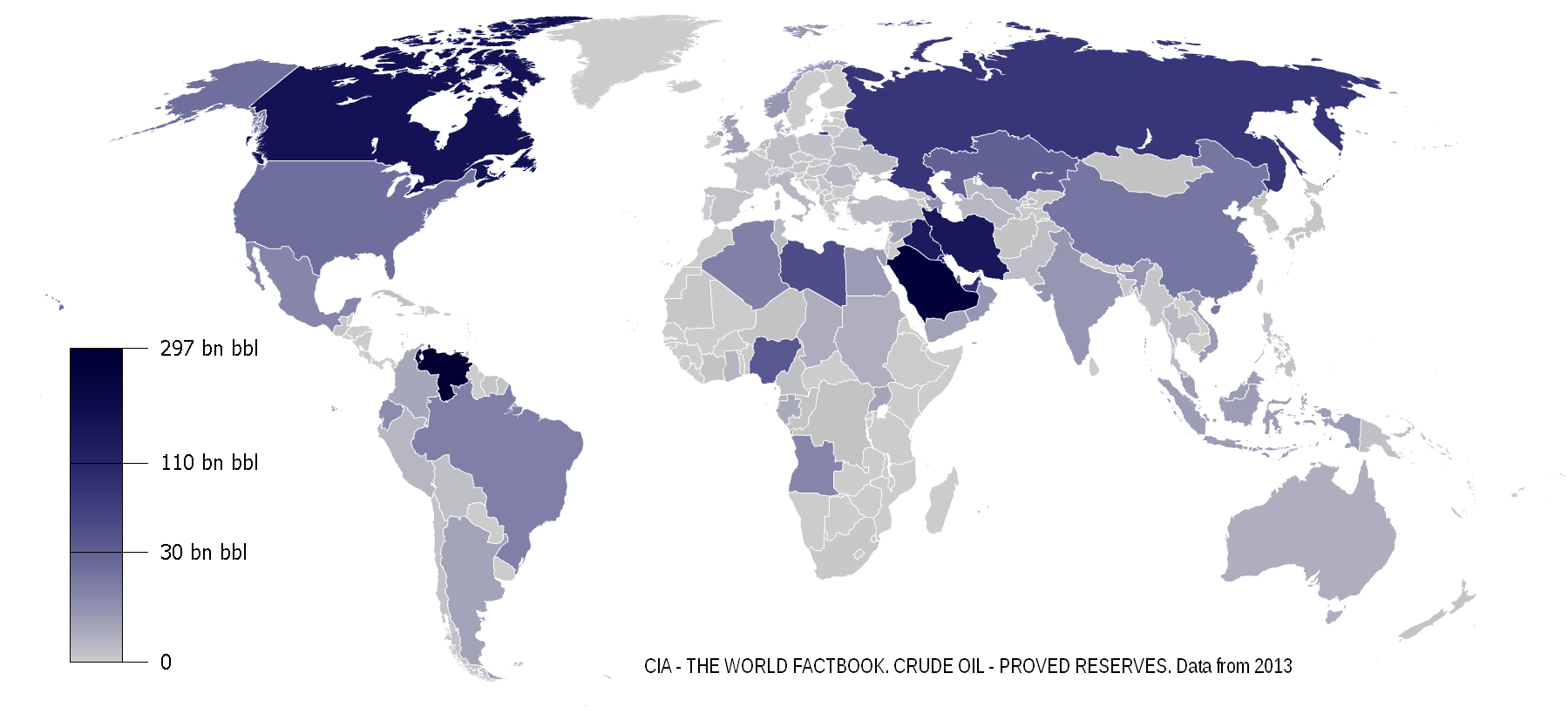
Riserve di petrolio nel 2013

L'industria petrolifera è il settore dell'industria che si occupa del petrolio includendo tutti i vari processi interessati:
- estrazione del petrolio dai giacimenti
- trasporto con oledotti e petroliere
- trasformazione che avviene nelle raffinerie nell'industria petrolchimica
- commercializzazione dei prodotti derivati